# 澳門居民
澳門居民（葡萄牙語：Residente de Macau），在澳門回歸後稱為澳門特別行政區居民。根據《澳門特別行政區基本法》第三章第24條，澳門特別行政區居民分為「永久性居民」和「非永久性居民」兩類；前者具有在澳門的居留權，後者則無。

## 歷史
1950年代之前，澳門受葡萄牙管治，但葡屬澳門政府並未建立良好的身份證明系統制度；當時中國籍澳門居民（中华民国国民）到澳門民政廳（及後改由身份證明司處理）申領居住證明之外，也要到治安警察廳申領居住證明，因此中國籍的澳門居民要同時持有兩種身份證才可合法居住。
1949年两岸分治，中华民国政府和中华人民共和国政府均将香港和澳門兩地的華裔居民视为本国公民。澳门居民进出中华人民共和国统治区域使用《港澳同胞回乡介绍书》（1979年后改为回乡证）。中华民国方面，澳门居民与香港居民可申请中华民国华侨身份，取得中華民國護照。1950年代起，港澳僑生与其它地区侨生一样前往台湾就读升学，亦有特别优待，可以自動領取中華民國國民身份證，具有投票權。至到澳門回歸前的1994年5月，中華民國內政部废止相关的《回國僑生戶籍登記辦法》。
1980年代，民政廳（及後改由身份證明司負責）正式發出居民身份證，是第一代澳門身份證。同一時期，大量中国内地非法移民偷渡進入澳門，在澳門無證人士日漸增多；1989年龍的行動及1990年三二九事件導致澳門政府對有關中國籍人士進行身份識別登記，及後被獲發居民身份證。
因為身份證明司及治安警察廳的「雙證制度」沒有一個良好的記載資料方式，而造成混亂等情況，所以澳葡政府於1992年1月廢止了雙證制度，並向澳門居民統一換發身份證——居民身份證。至1996年，由於進入澳門回歸前的後過渡期，經過中葡聯絡小組商議後，改發不設效期的新的澳門居民身份證。
澳門回歸後，澳門居民始分為澳門永久性居民（Residente Permanente de Macau）和澳門非永久性居民（Residente não Permanente de Macau）兩類；而在2002年，身份證明局為澳門居民更換智能身份證時，把身份證正式分為「澳門永久性居民身份證」和「澳門非永久性居民身份證」兩類，標誌著永久及非永久性居民「正式分家」。
与香港类似，澳门主权移交中华人民共和国后，中华民国政府开始对澳门实施《香港澳門關係條例》。港澳地区被定位为“有別大陸其他地區之特別區域”，不再是侨区。僑務委員會不再向港澳居民核发“役政用華僑身分證明書或護照加簽僑居身分”，以及中華民國護照。

## 《中葡聯合聲明》定義
葡中雙方在1987年1月13日，就澳門前途問題簽訂《中葡聯合聲明》。《中葡聯合聲明》附件一對在澳門有居留權以力有資格領取澳門永久性居民身份證的定義指在澳門特別行政區成立前後在澳門出生或在澳門通常居住連續七年以上並以澳門為永久居住地的葡萄牙人、中國公民、其他國籍的人士，以及其在澳門以外出生未滿十八周歲的子女。

## 《澳門基本法》定義
根據《中華人民共和國澳門特別行政區基本法》第三章第24條，澳門特別行政區居民分為永久性居民及非永久性居民兩類，簡稱為澳門居民。
澳門基本法對澳門特別行政區永久性居民的定義指：
1. 在澳門特別行政區成立以前或以後在澳門出生的中國公民及其在澳門以外所生的中國籍子女；
2. 在澳門特別行政區成立以前或以後在澳門通常居住連續七年以上的中國公民及在其成為永久性居民後在澳門以外所生的中國籍子女；
3. 在澳門特別行政區成立以前或以後在澳門出生並以澳門為永久居住地的葡萄牙人；
4. 在澳門特別行政區成立以前或以後在澳門通常居住連續七年以上並以澳門為永久居住地的葡萄牙人；
5. 在澳門特別行政區成立以前或以後在澳門通常居住連續七年以上並以澳門為永久居住地的其他人；
6. 第5項所列永久性居民在澳門特別行政區成立以前或以後在澳門出生的未滿十八周歲的子女。

澳門特別行政區永久性居民在澳門特別行政區享有居留權和有資格取得載明其居留權資格的永久性居民身份證。
澳門基本法對澳門特別行政區非永久性居民的定義是指有資格依照澳門特別行政區法律領取澳門居民身份證但沒有居留權的人。

## 澳門法例定義
1999年12月20日，澳門特別行政區成立；澳門立法會在當日凌晨召開會議就表決通過第6/I/1999-6號法案。法案中訂明凡在澳門特別行政區成立前後在澳門出生、在其出生時其父親或母親在澳門合法居住、已取得澳門居留權或在澳門居住連續七年以上的中國公民、土生葡人、葡萄牙人、其他國籍人士及其在澳門所生的未滿十八周歲的子女均為澳門特別行政區永久性居民。另一方面，該法案第三條對澳門特別行政區非永久性居民的定義是指除該法案第一條所列的人士以外的依法獲准在澳門居留的人士。

## 澳門居留權和前永久性居民的權利
澳門居留權和前永久性居民權利由第8/1999號法律《澳門特別行政區永久性居民及居留權法律》規定。

### 澳門居留權
澳門特別行政區永久性居民在澳門特別行政區享有居留權。居留權包括以下權利：
1. 自由進出澳門特別行政區；
2. 不會被施加任何逗留澳門特別行政區的條件，任何對其施加的逗留條件均屬無效；
3. 不得被驅逐出境。

非中國籍也非葡萄牙籍的澳門特別行政區永久性居民，如不在澳門特別行政區通常居住連續三十六個月以上，即喪失居留權。

### 澳門前永久性居民的權利
根據上款喪失居留權的澳門前永久性居民享有以下權利：
1. 自由進出澳門特別行政區；
2. 不會被施加任何逗留澳門特別行政區的條件，任何對其施加的逗留條件均屬無效。

## 投票權
年滿十八周歲的澳門特別行政區永久性居民可作選民登記，以及年滿十七周歲的澳門特別行政區永久性居民可辦理提前選民登記。

## 外部連結
- 澳門特別行政區永久性居民[永久]